# Marvin Pentz Gaye Sr.
Marvin Pentz Gay Sr. (1 de outubro de 1914 – 10 de outubro de 1998) foi um pastor pentecostal americano. Foi o pai do cantor Marvin Gaye e ganhou notoriedade após efetuar o tiro que matou seu filho em 1 de abril de 1984, depois de uma discussão na casa deles em Los Angeles.

## Biografia
Marvin Pentz Gay Sr. foi o primeiro dos 15 filhos de George e Mamie Gay, nascendo em 1 de outubro de 1914 em uma fazenda ao longo de Catnip Hill Pike em Jessamine County, Kentucky e foi criado em Lexington. Teve uma infância conturbada, onde seu pai frequentemente batia em sua mãe e em cinco irmãos.
Segundo a esposa de Marvin Gay Sr., Alberta, a vida familiar de seu marido consistia em violência constante envolvendo abuso doméstico e tiroteios. "Gayes contra Gayes", ela disse ao autor David Ritz. Quando Marvin Sr ainda era criança, ele e sua mãe se uniram à Igreja Pentecostal, a House of God.  Marvin Sr, mudou-se para Washington, DC em seu final de adolescência para seguir uma carreira como Ministro de uma igreja House of God lá.